# Coretronic
Coretronic Corporation (кит. 中強光電股份有限公司) — тайваньская компания по производству электротехники, основанная 30 июня 1992 года в научном парке Синьчжу (кит. 新竹科學園區). Является крупнейшим на Тайване производителем DLP-проектора, интерактивной проекционной системы, блока обработки сигнала изображения, проекционного модуля, подсветки ЖК-дисплеев, сенсорного модуля, а также промышленного и медицинского ЖК-дисплеев.

## История
Разработка и производство ЖК-дисплеев началась в 1993 году. В 1995 году была основана компания Nano Precision для производства световодной пластины для модулей подсветки ЖК-дисплеев. В 1999 году компания Coretronic была зарегистрирована на Тайбэйской бирже (GTSM: 5371).
Компания CORE-FLEX OPTICAL (Сучжоу) была основана в 2006 году для производства компонентов для ЖК-модулей и оптических устройств. Компания YOUNG Optics была зарегистрирована на Тайваньской фондовой бирже (TWSE: 3504). В 2007 году были основаны компании Suzhou Nano Display и Coretronic (Гуанчжоу) для производства модулей подсветки ЖК-дисплеев.
В 2008 году были основаны компании Guangzhou Nano Display и Nano Precision (Нанкин) для производства модулей подсветки ЖК-дисплеев. Компания Coretronic Display Solution была основана в 2008 году для производства цифровых информационных дисплеев, а также нишевых и медицинских дисплеев.
Компания Coretronic System Engineering была основана в 2010 году для предоставления интегрированных систем обработки изображений и услуг. Кроме того, был основан фонд Coretronic Culture and Arts Foundation (CCAF), и тайваньская компания Coretronic совместно с японской компанией Gunze Limited создала компанию YLG Optotech Limited для производства ёмкостных сенсорных экранов. В 2011 году была создана компания Coretronic Venture Capital для осуществления инвестиций, в 2012 году компании Young Lighting, Nano Precision и Coretronic Display Solution были объединены с Young Lighting, а в 2014 году была создана компания Coretronic Display (Сучжоу) для последовательного производства специализированных ЖК-модулей.
Компания Coretronic Optotech (Сучжоу) была основана в 2015 году для производства модулей подсветки для ЖК-дисплеев, ЖК-телевизоров и новых плоскопанельных дисплеев. В 2015 году компания Coretronic получила премию за инновационную продукцию от Бюро научного парка Синьчжу Министерства науки и технологий. В 2016 году компания Coretronic второй год подряд входила в топ-5% по оценке корпоративного управления Тайваньской фондовой биржи (TWSE). В том же году она была удостоена награды за инновационную продукцию от Бюро научного парка Синьчжу Министерства науки и технологий.
В 2018 году компания WaveOptics заключила партнёрское соглашение с Coretronic в рамках программы для разработчиков дополненной реальности. В том же году компания Coretronic 4-й год подряд входила в топ-5% в рейтинге оценки корпоративного управления Тайваньской фондовой биржи (TWSE), и была создана компания Nano Precision Taiwan Limited. Компании Coretronic MEMS Corp. и Coretronic Reality Incorporation (CRI) были основаны в 2019 году, в то время как компания Coretronic Vietnam Company Limited была основана в 2020 году, а Coretronic Intelligent Logistics Solutions Corporation (CiLS) — в 2021 году. 

## Акционерный капитал и дочерние компании
- Coretronic Corporation[7]
- Young Optics Incorporation[8]
- Optoma Technology Corporation[9]
- Young Green Energy Corporation
- uCare Medical Electronics Corporation
- Champ Vision Display Incorporation[10]
- Calibre UK Limited[11]
- Coretronic Intelligent Cloud Service Corporation
- Coretronic Intelligent Robotics Corporation[12]
- InnoSpectra Corporation
- Coretronic MEMS Corporation[13]
- Coretronic Intelligent Logistics Solutions Corporation
- Coretronic Culture and Arts Foundation